# سعود بن ماجد الدويش
المهندس سعود بن ماجد بن عبد العزيز الدويش المطيري  مهندس سعودي ولد في الصمان في عام 1377 هـ والده ماجد بن عبد العزيز الدويش، حصل على شهادة البكالوريوس في الهندسة الكهربائية من جامعة جنوب كاليفورنيا في الولايات المتحدة الأمريكية، وحصل على دورات عليا في الإدارة المالية وإدارة الشركات من جامعة هارفارد، ومن عدة معاهد دوليه وتقلد عدة مواقع في الشركة كان آخرها رئيساً لوحدة الجوال ورئيسا لشركة الاتصالات والآن هو الرئيس التنفيذي لمجموعة الاتصالات السعودية منذ العام 2006.وفي 2 أبريل 2012 قدم استقالته من الشركة وكلف إلى أكتوبر 2012 إلى حين من يخلفه، أعلن مجلس مجموعة الاتصالات السعودية في عام 6 يونيو 2012 عن تعيين المهندس خالد بن عبد العزيز الغنيم رئيسا تنفيذيا للمجموعة اعتباراً من يوم الاثنين 18 يونيو 2012، وتمت الموافقة على أن تكون استقالة اعتباراً من يوم الأربعاء 6 يونيو 2012.